# Любомльська міська територіальна громада
Любомльська міська територіальна громада — об'єднана територіальна громада в Україні, в Ковельському районі Волинської області. Адміністративний центр — місто Любомль.
Площа громади — 277 км², населення — 16 076 мешканців (2018).
Утворена 4 серпня 2017 року шляхом об'єднання Любомльської міської ради та Бірківської, Запільської, Куснищанської, Підгородненської, Почапівської сільських рад Любомльського району..
Утворена згідно розпорядження Кабінету Міністрів України від 12 червня 2020 р. № 708-р у тому ж складі.
19 липня 2020 року, в результаті адміністративно-територіальної реформи та ліквідації Любомльського району, громада увійшла до складу Ковельського району.

## Населені пункти
До складу громади входять 1 місто (Любомль) і 14 сіл: Бірки, Боремщина, Вигнанка, Вілька-Підгородненська, Городнє, Запілля, Застав'є, Красноволя, Куснища, Лисняки, Підгороднє, Почапи, Скиби та Чорноплеси.